# Nibung (Lintang Kanan)
Nibung is een bestuurslaag in het regentschap Empat Lawang van de provincie Zuid-Sumatra, Indonesië. Nibung telt 1982 inwoners (volkstelling 2010).